# Sphenomorphus tetradactylus
Sphenomorphus tetradactylus — вид сцинкоподібних ящірок родини сцинкових (Scincidae). Ендемік В'єтнаму.

## Поширення і екологія
Sphenomorphus tetradactylus відомі з типової місцевості, розташованої у Національному парку Фонг-Ня-Ке-Банг, на висоті 300 м над рівнем моря. Вони живуть в мусонних лісах, серед карстових скель.